# Kanadareiher
Der Kanadareiher (Ardea herodias) ist eine Vogelart aus der Ordnung Pelecaniformes. Mit einer Höhe von 102 bis 127 Zentimeter ist er der größte Reiher Nordamerikas. Neben Nordamerika ist er auch in Zentralamerika sowie auf den Galápagos-Inseln beheimatet. In seinem Äußeren entspricht er weitgehend dem in Europa verbreiteten Graureiher.  

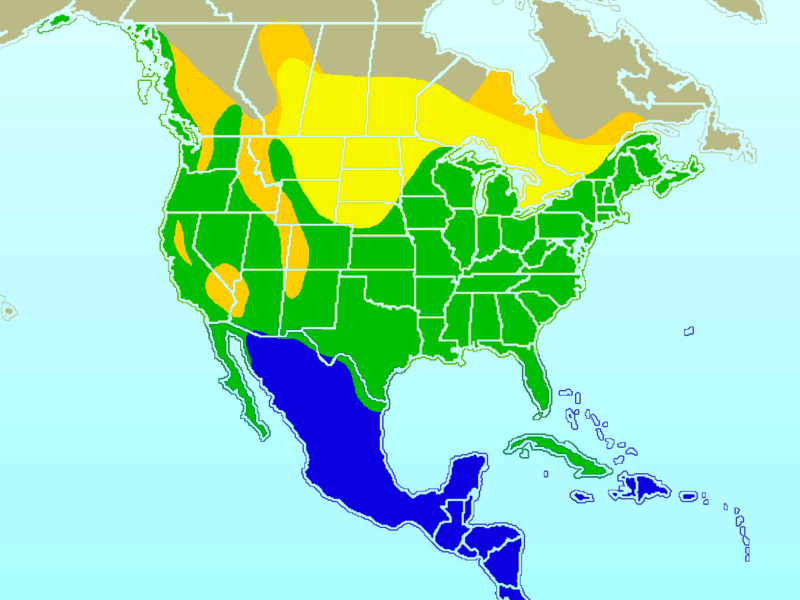
Verbreitung – gelb: nur im Sommer; grün: ganzjährig; blau: nur im Winter, orange: Durchzugsgebiete

## Verhalten
Kanadareiher brüten gewöhnlich in Kolonien in Bäumen an der Grenze zu Seen und anderen Feuchtgebieten. Häufig finden sich auch andere Reiherarten in diesen Kolonien. Der Brut geht eine Balz voran, zu der das Aufplustern des Schmuckgefieders, Zweigschütteln und  Schauflüge gehören.  Das große Nest wird aus Zweigen aufgebaut und befindet sich in Höhen bis zu 40 Meter. Das Weibchen legt drei bis fünf blassblaue Eier. Die Jungvögel werden von beiden Elterntieren mit hochgewürgtem Futter gefüttert. 
Kanadareiher jagen bevorzugt im Wasser nach Fischen, Wirbellosen, Fröschen und kleinen Säugern, indem sie ihrer Beute regungslos auflauern oder ihr in gemäßigtem Schritt nachstellen. Ähnlich wie der europäische Graureiher jagt auch der Kanadareiher gerne Goldfische an Gartenteichen. 
Vögel, die östlich der Rocky Mountains im nördlichen Verbreitungsgebiet brüten, sind Zugvögel und überwintern in Zentralamerika und im nördlichen Südamerika. Die im südlichen Verbreitungsgebiet brütenden Vögel sind dagegen Standvögel.

## Unterarten
Neben der Nominatform werden vier weitere Unterarten unterschieden:
- Ardea herodias herodias, Süden Kanadas, östliche USA
- Ardea herodias cognata, Galápagos
- Ardea herodias fannini, nordwestliches Nordamerika
- Ardea herodias occidentalis, Kuba, äußerster Süden Floridas
- Ardea herodias wardi, südliche USA, westliches Mexiko

Der oft reinweiß gefärbte Ardea herodias occidentalis wird von einigen Ornithologen und von der IUCN als eine eigenständige Art (Ardea occidentalis) angesehen.

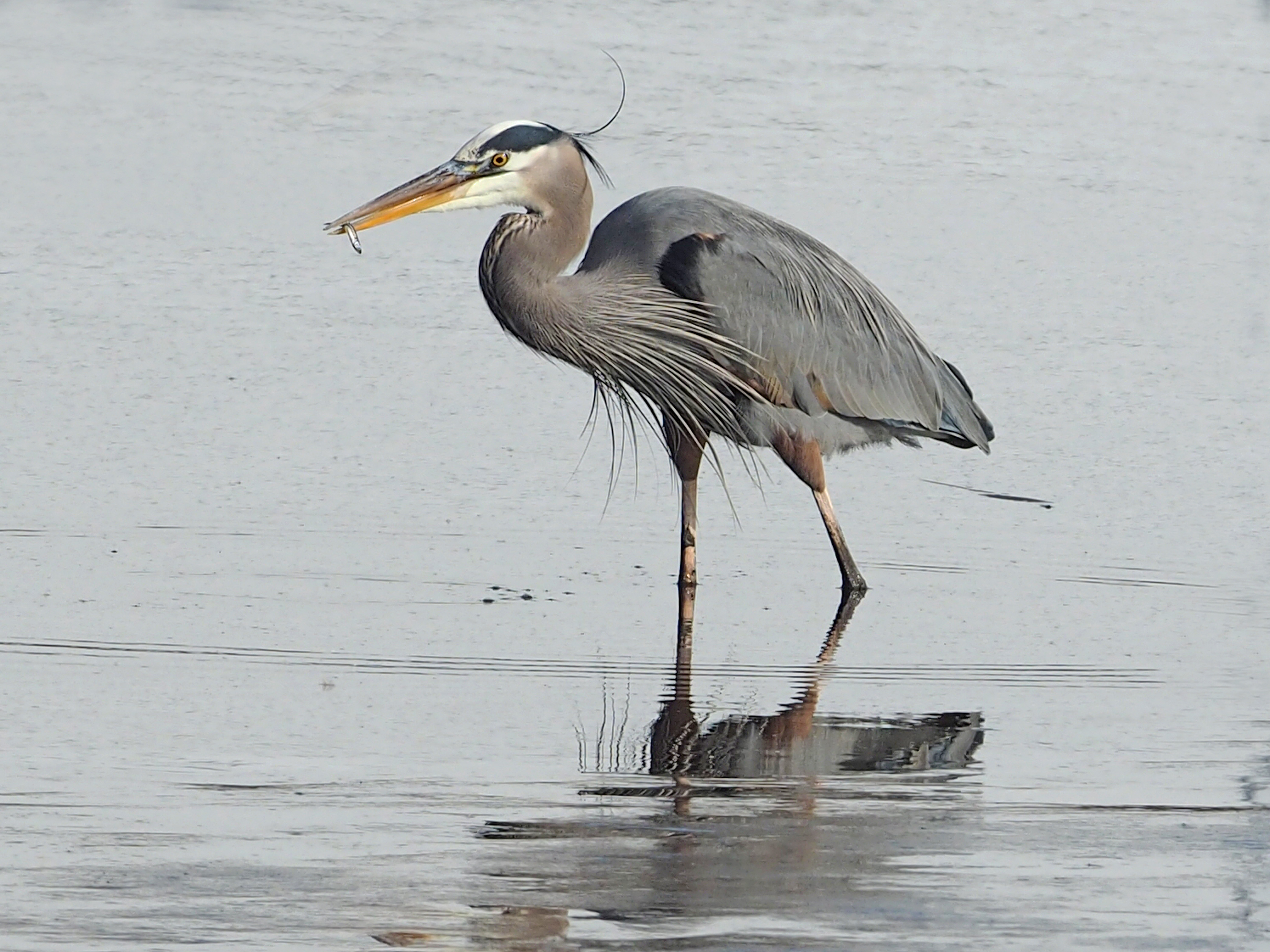
A. h. herodias
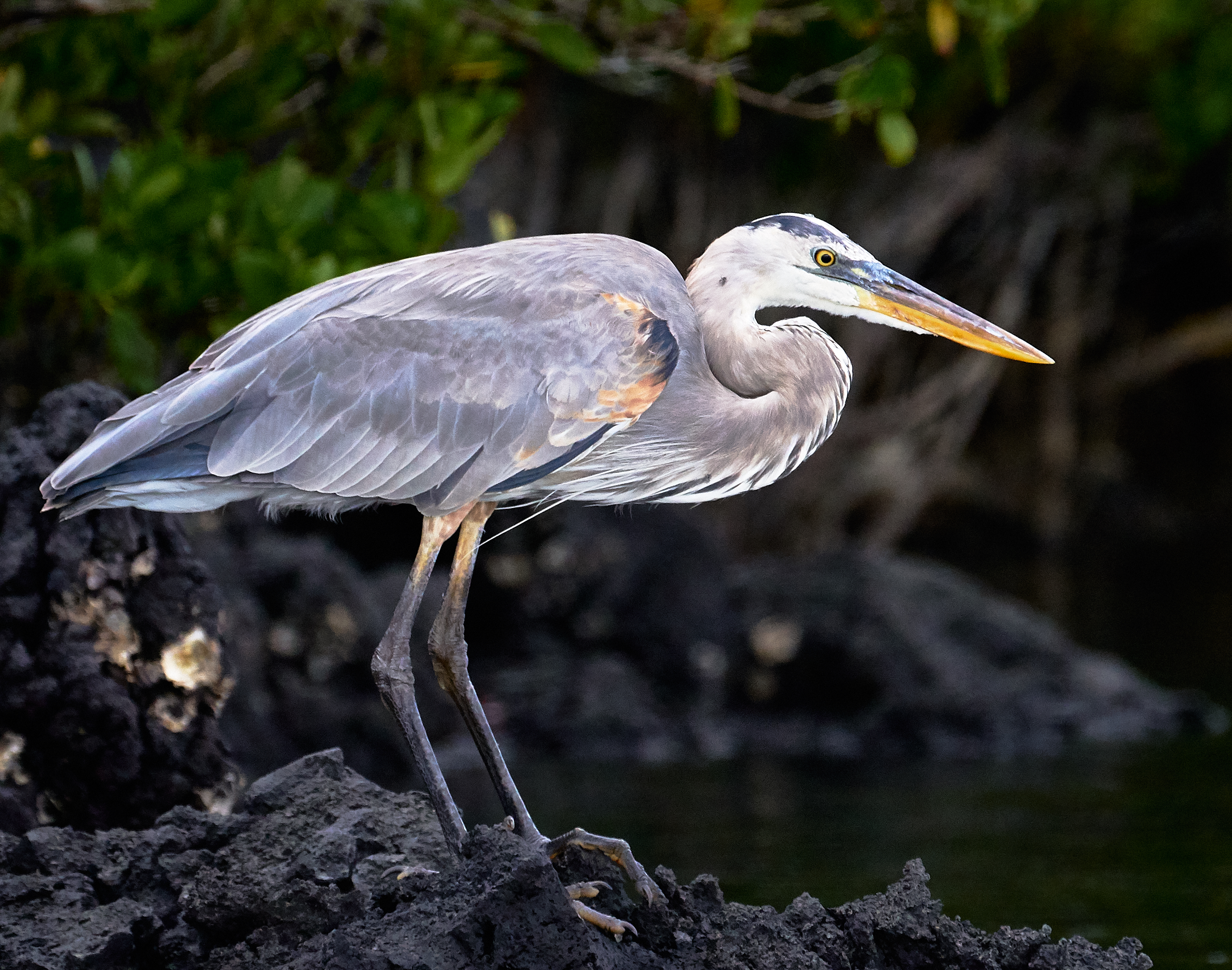
A. h. cognata
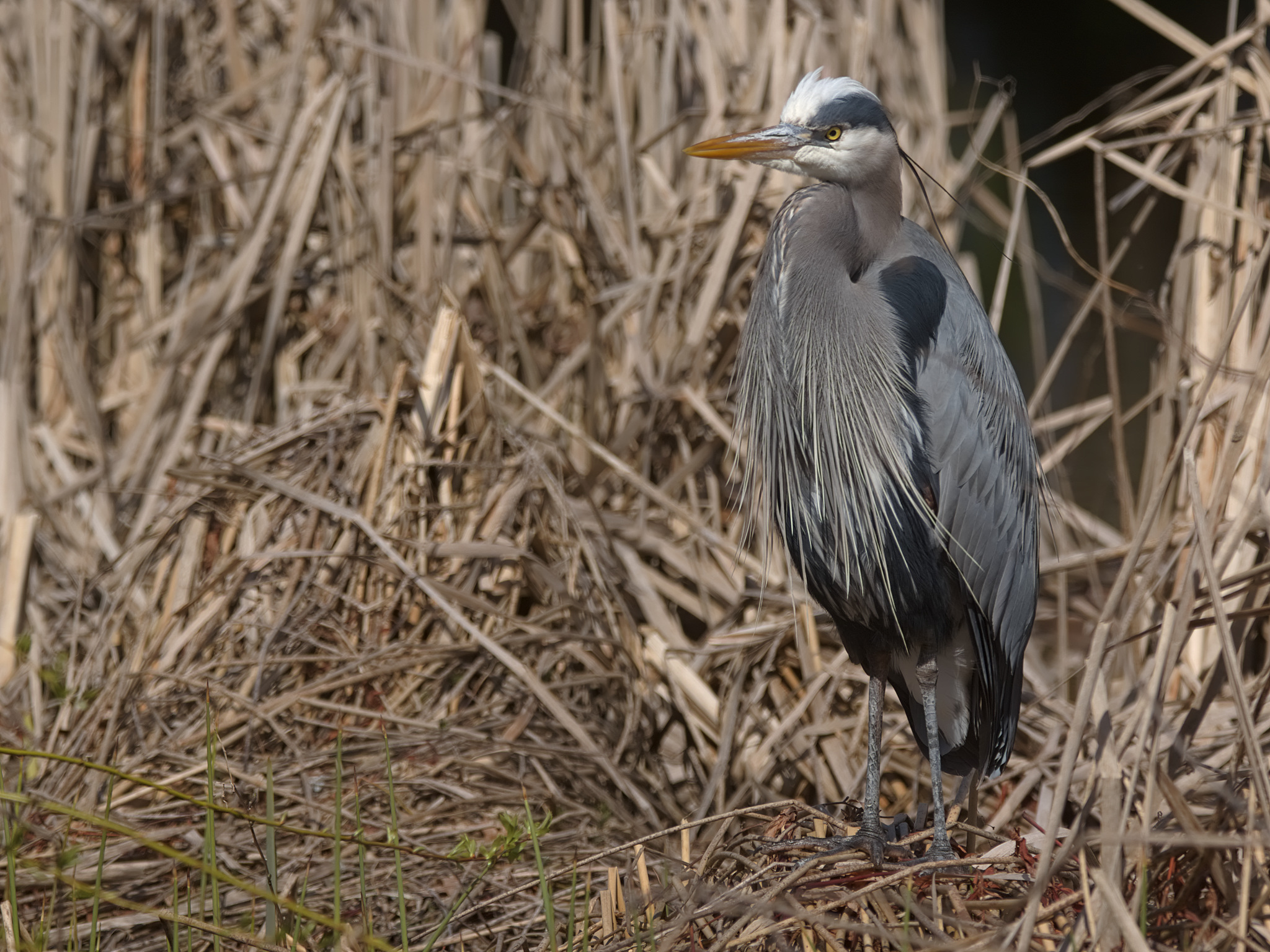
A. h. fannini
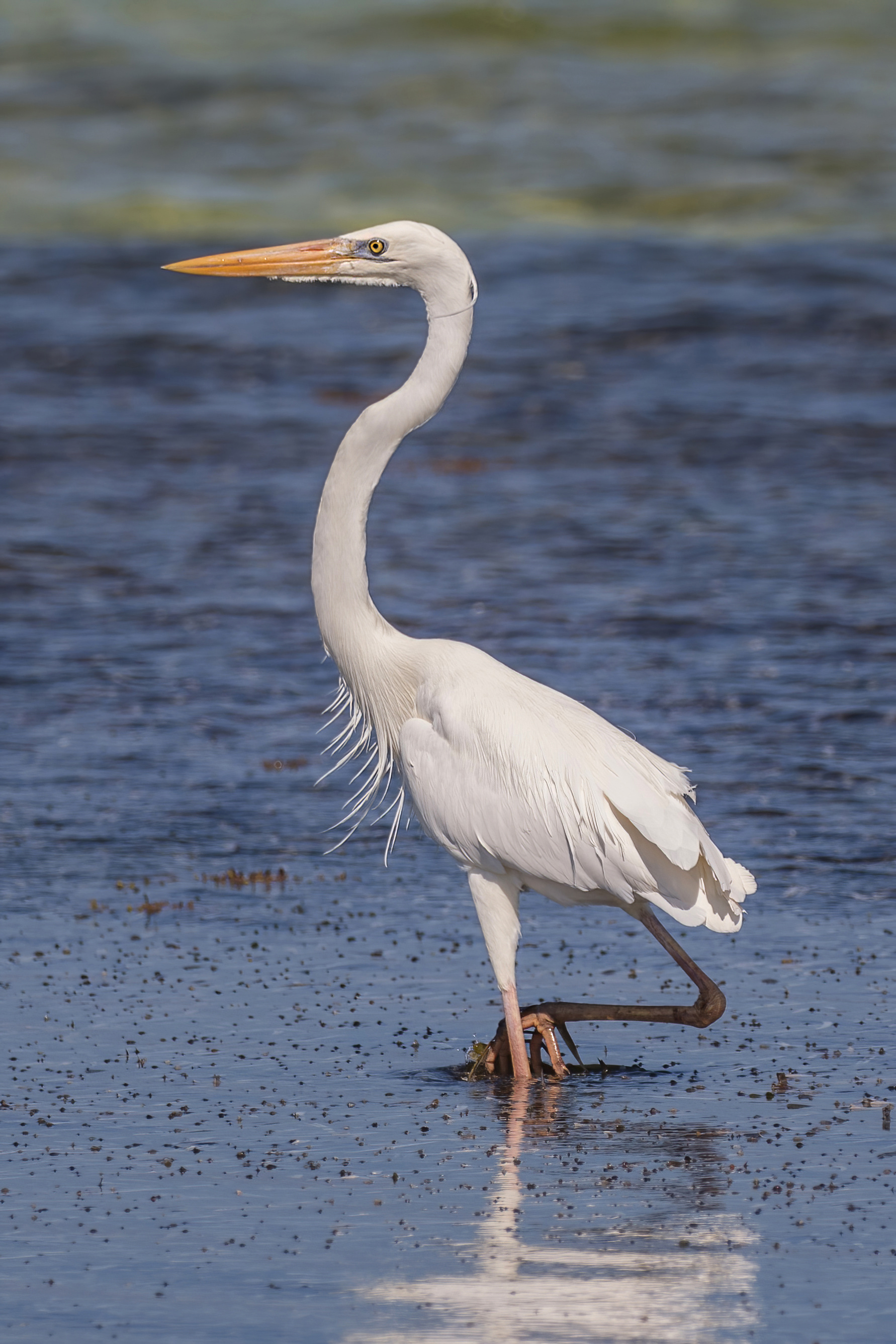
A. h. occidentalis
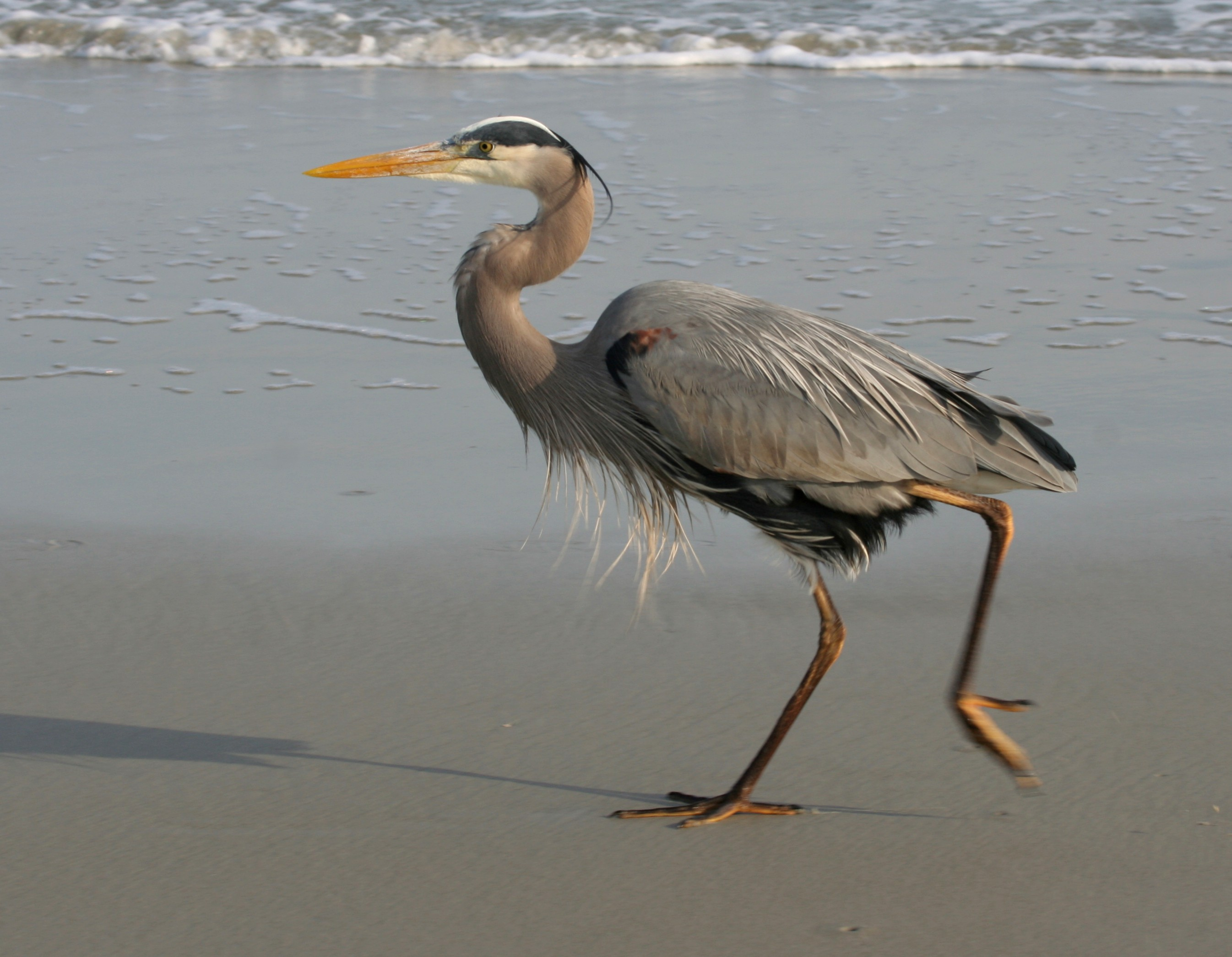
A. h. wardi

## Trivia
- Die Songwriterin Sarah Jarosz hat dem Kanadareiher (englisch: Great blue heron) das Album Blue Heron Suite gewidmet.